# USS Saratoga (CV-3)
El USS Saratoga (CV-3) fue un portaaviones estadounidense de la clase Lexington que participó y sobrevivió a la Segunda Guerra Mundial. Fue usado como blanco y hundido el 25 de julio de 1946 en las pruebas atómicas de la Operación Crossroads en el atolón Bikini.
El USS Saratoga fue apodado por su tripulación Sara.

## Características de su construcción

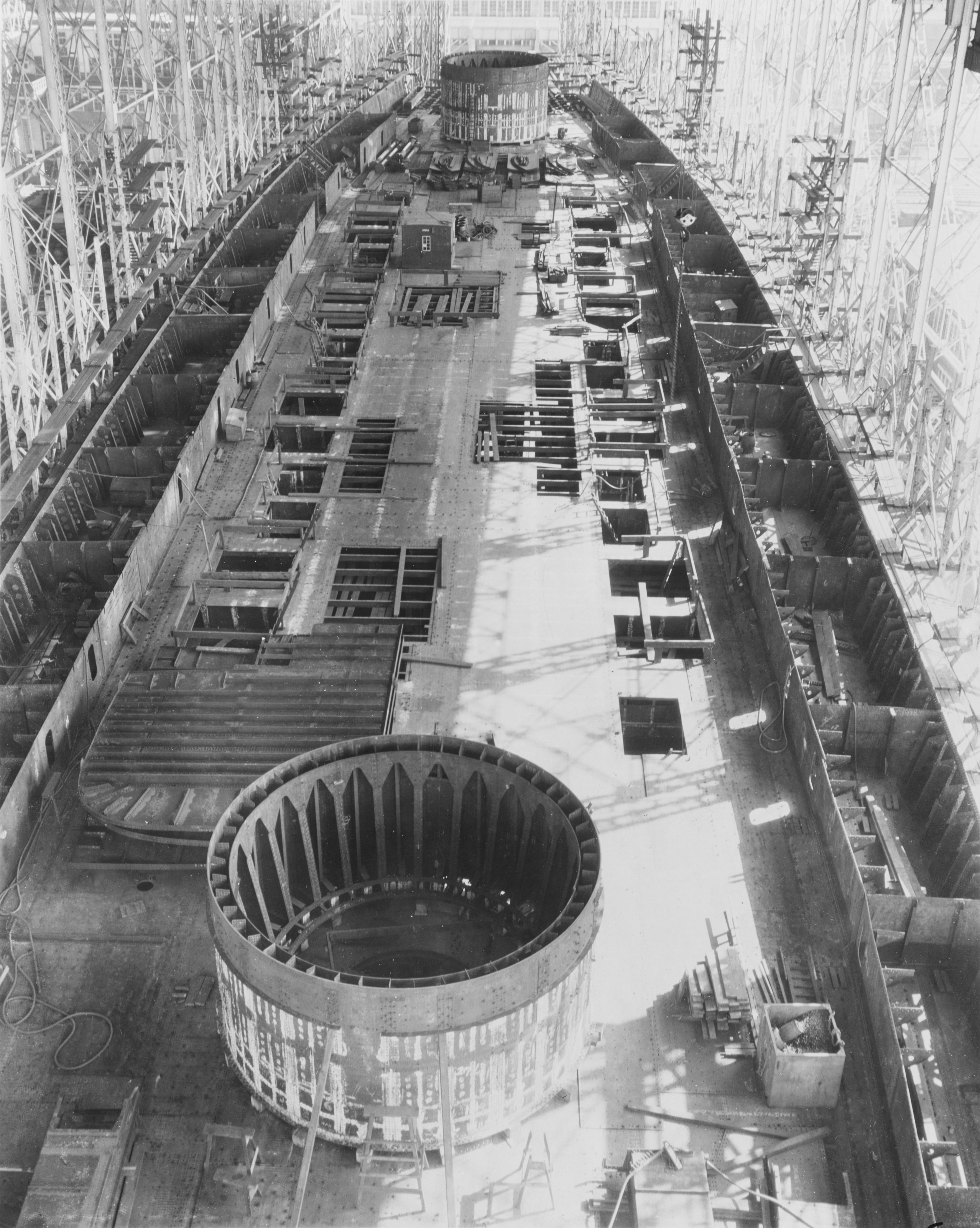
La construcción de Saratoga fue parada el 8 de marzo de 1922, después de que se suspendiera su construcción. En su cubierta hay barbetas circulares sobre bloques que se habrían utilizado para la batería principal del crucero de batalla, como estaba diseñado originalmente.

Originalmente fue autorizado en 1916 como un crucero de batalla de la clase Lexington. El USS Saratoga (CV-3) fue el quinto navío estadounidense en llevar ese nombre en honor a una batalla de la Guerra de Independencia de los Estados Unidos. El USS Saratoga junto al USS Lexington (CV-2) fueron en su momento los portaaviones más grandes existentes en el mundo. Su proa con forma de clíper presentaba un bulbo de proa, que ya estaba siendo adoptada en muchas armadas del mundo, lo que mejoraba el avance. El timón único resultó ser deficiente para maniobrar la gran masa en movimiento y se requería de amplios radios de viraje y mucho tiempo para cambios radicales de dirección, lo que produjo una pesada maniobrabilidad en momentos críticos.
Junto con su gran eslora, el USS Saratoga como su gemelo el USS Lexington, presentaron el inconveniente de que su particularmente alta (46,7 m) y amplia rectangular isla-chimenea, tuviera el efecto de vela durante las marejadas con vientos laterales fuertes, obligando a corregir constantemente la deriva del navío. El problema también se presentaba si había que lanzar aviones con proa al viento.
El hangar era cerrado pero recibía ventilación desde las aperturas de los alvéolos de los botes; no resultó ser suficiente para alojar los 90 aviones requeridos y se tuvo que colocar parte de ellos en la cubierta de vuelo.
Su armamento fue modificado muchas veces. Se dispusieron ocho piezas de 203 mm en torres dobles para acción contra unidades de superficie, pero en 1942, fueron reemplazadas por 4 torres antiaéreas Mk de 127 mm. No así en su gemelo el USS Lexington que resultó hundido con su configuración original.

## Historia

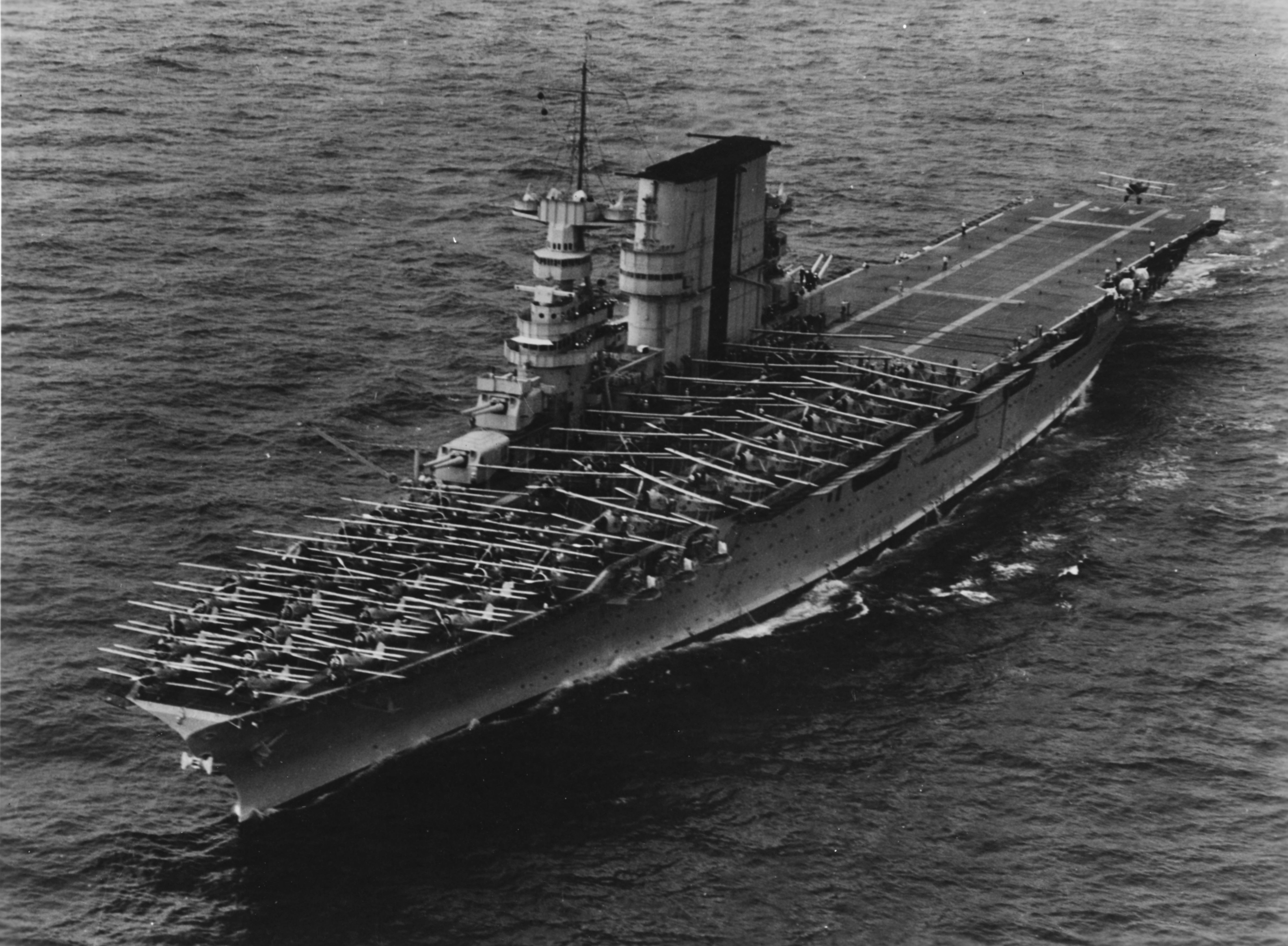
Saratoga navegando el 6 de junio de 1935.

Debido a las limitaciones del Tratado Naval de Washington de 1921, el gobierno de los Estados Unidos, consecuente con las cláusulas dispuestas, ordenó que dos de sus seis cruceros de batalla proyectados de la clase Lexington ya en fase de construcción, en etapa de casco, fueran reconvertidos en portaaviones. Se conservaron originales la planta motriz y la protección del casco. Su coste estuvo alrededor de los 45 000 000 dólares.
Estuvo la mayor parte del periodo de preguerra en el puerto de San Diego y el sector de San Pedro; y en 1932, debido al llamado Incidente de Manchuria, participó en ejercicios en la zona de Hawái previniendo un ataque japonés.
En 1938, el USS Saratoga participó en un ataque simulado a Pearl Harbor lanzando un ataque aéreo desde un punto a 100 millas al norte de Oahu y demostró la vulnerabilidad de las defensas hawaianas. Este plan de ataque sería el empleado por los japoneses el 7 de diciembre de 1941.
Cuando re realizó el ataque a Pearl Harbor el 7 de diciembre de 1941, el USS Saratoga, denominado Sara por su tripulación, estaba en San Diego e inmediatamente fue enviado a reunirse con el USS Enterprise y el USS Lexington para reforzar la Isla Wake. El Sara arribó a Pearl Harbor el 15 de diciembre, permaneció allí solo el tiempo necesario para cargar combustible y reinició su navegación con tropas y repuestos, pero la compañía de un lento petrolero en mar gruesa atrasó la marcha de los portaaviones. Finalmente, se ordenó la vuelta de las unidades el 21 de diciembre. La isla Wake cayó al día siguiente.

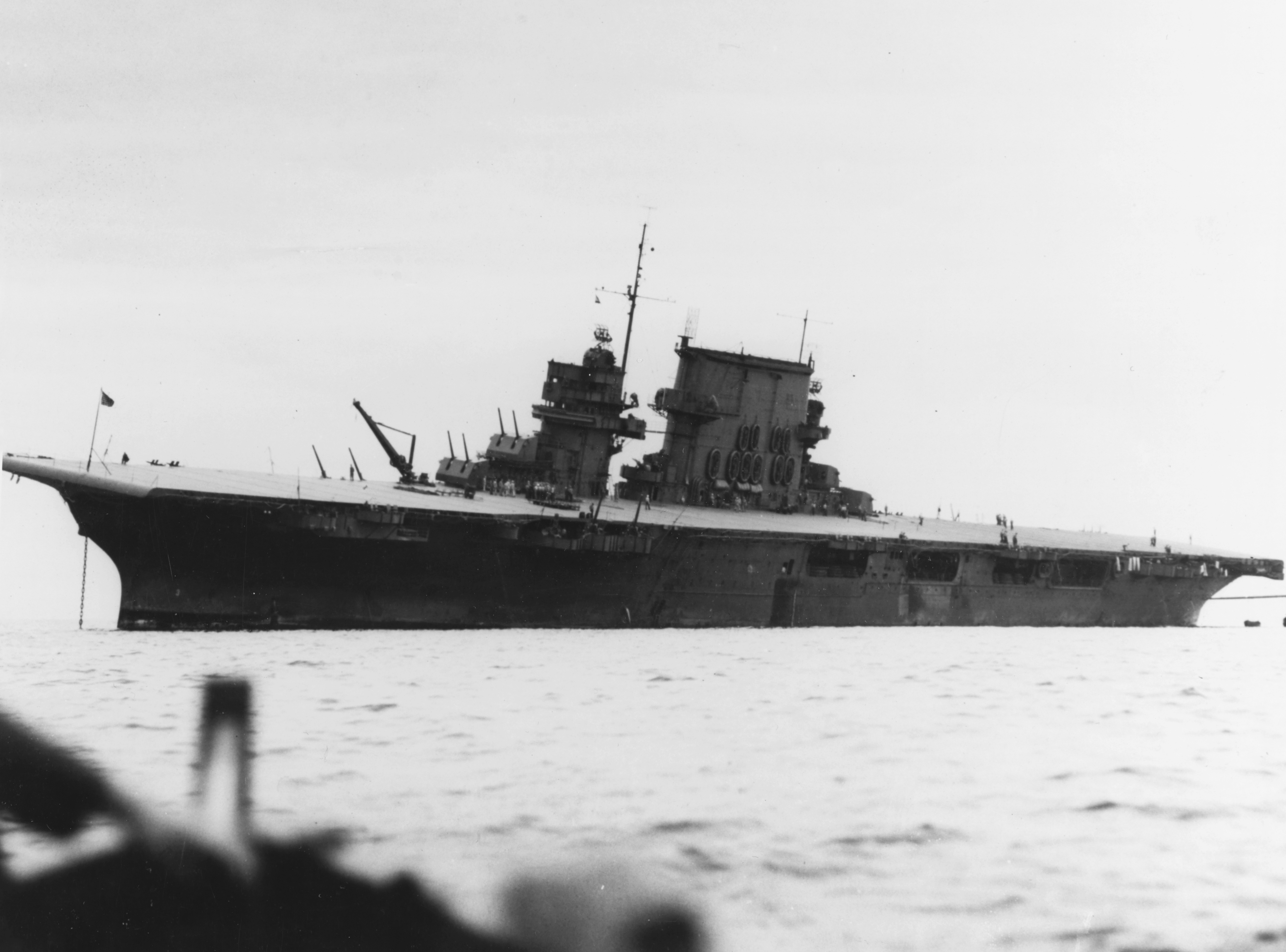
El Saratoga en reparación en Tongatapu después de ser torpedeado por el submarino japonés I-26, septiembre de 1942.

El 2 enero, el Sara fue torpedeado por un submarino japonés de Primera Clase, el I-16, a 500 millas de Oahu, sufriendo la pérdida de 6 tripulantes. Logró arribar a Pearl Harbor para reparaciones básicas, luego fue enviado a Puget Sound, Washington, para reparaciones definitivas y modernizaciones en su defensa antiaérea. Debido a esto, el Sara no pudo participar en la Batalla de Midway el 6 de junio de ese año y solo el 7 de ese mes fue enviado para atacar las islas Aleutianas pero nuevamente se le ordenó retornar a Pearl Harbor, el 13 de junio de 1942.
En agosto de 1942 fue su mejor momento, su grupo aéreo participó en el hundimiento del pequeño portaaviones japonés, el Ryujo usado como cebo en la Batalla de las Islas Salomón Orientales y además dañó gravemente a otro portaaviones japonés, el Chitose.
Sin embargo, el 31 de agosto nuevamente fue alcanzado por un torpedo proveniente del submarino japonés I-26 que si bien no causó bajas, dañó gravemente el sistema de propulsión turbo eléctrica del navío.
Las reparaciones en Pearl Harbor en septiembre y octubre de 1942 incluyeron un aumento de su potencial antiaéreo: las baterías de 28 mm fueron sustituidas por cañones cuádruples Bofors de 40 mm con un total de 9 baterías y se incrementaron los cañones de 20 mm hasta la cifra de 52. Tras esta reparación, operó en conjunto con fuerzas navales británicas en el área del Pacífico junto al portaaviones HMS Victorious.
Luego operó con el USS Princeton en el sector de las islas Marshall, realizando numerosas incursiones contra posiciones japonesas en Mloelap, Wotje, islas Toroa, islas Sabang, Sumatra y Surabaya.

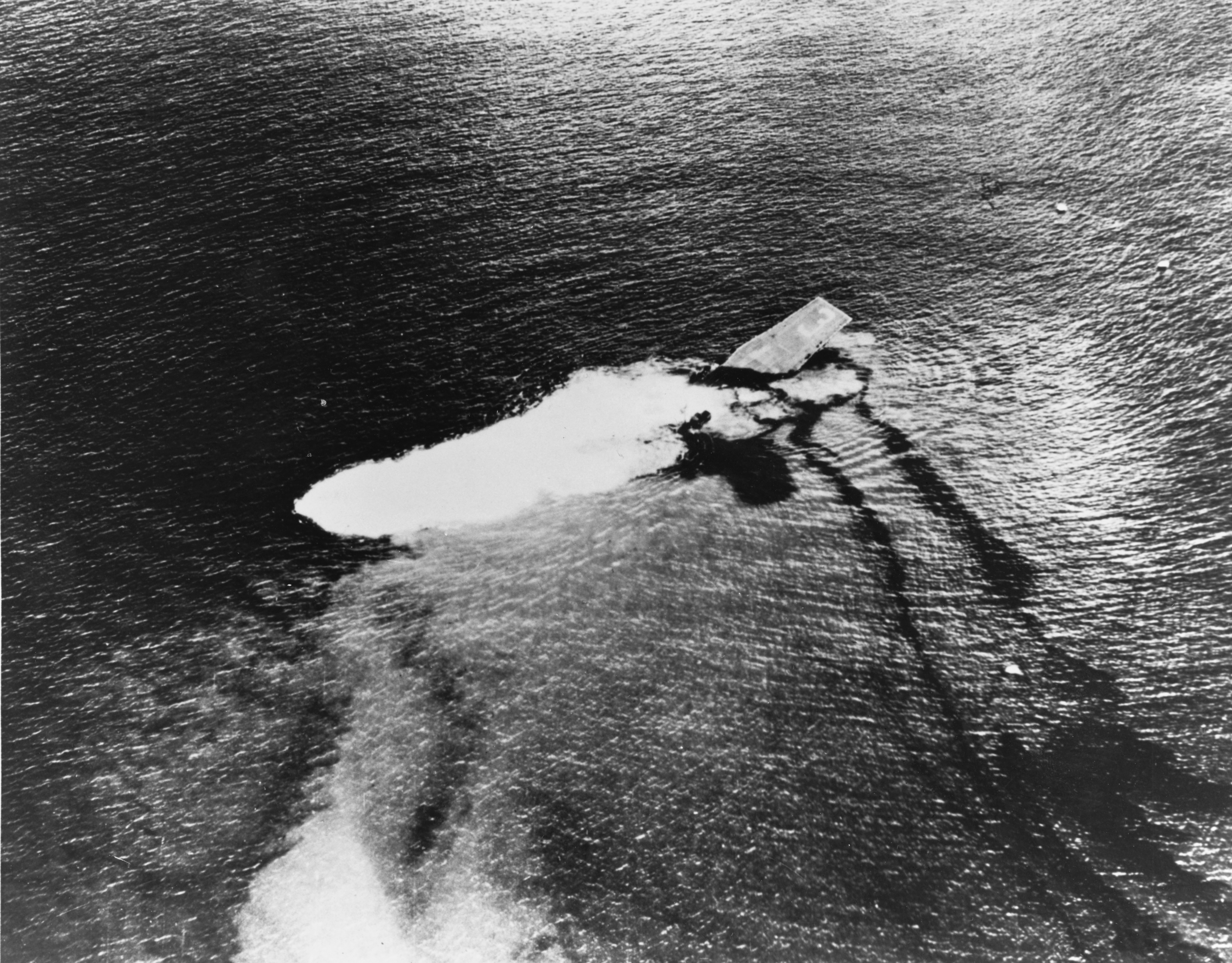
Hundimiento del USS Saratoga.

En febrero de 1945 sufrió un ataque kamikaze cerca de la isla de Chi-chi Jima sufriendo 123 bajas. El ataque resultó muy dañino para el pesado portaaviones y fue primero retirado a Eniwetok y posteriormente a la costa este para reparaciones, arribando a Bremerton el 16 de marzo. 
El 22 de mayo las reparaciones fueron terminadas y volvió al servicio activo el 3 de junio. Tras la rendición japonesa, se le destinó a la Operación Magic Carpet para repatriar personal militar estadounidense, transportando un total de 29 204 veteranos, participando en esta operación más que cualquier otra unidad naval. Otro récord fue su número de 98 549 apontajes a lo largo de su carrera de 17 años.
Ya terminada la guerra, fue seleccionado como blanco naval para las pruebas atómicas en el atolón de Bikini. Resultó hundido el 25 de julio de 1946 a consecuencia de la prueba submarina Baker, la segunda de las tres previstas en la operación Crossroads.

[https://www.youtube.com/watch?v=sxS7pwy02Wo Video que cubre los aspectos del Saratoga como naufragio para buceo.

## Pecio del USSSaratoga
Desde la apertura del Atolón Bikini para las visitas de civiles, el pecio del USS Saratoga se ha transformado en una destino exclusivo para buceadores técnicos. Hoy descansa a 53 metros de profundidad, siendo uno de los únicos 4 portaaviones que se pueden bucear en el mundo (los otros 3 son: el USS Oriskany en el golfo de México, el Graf Zelepellin en el Mar Báltico y el HMS Hermes en Sri Lanka).